# Königsau

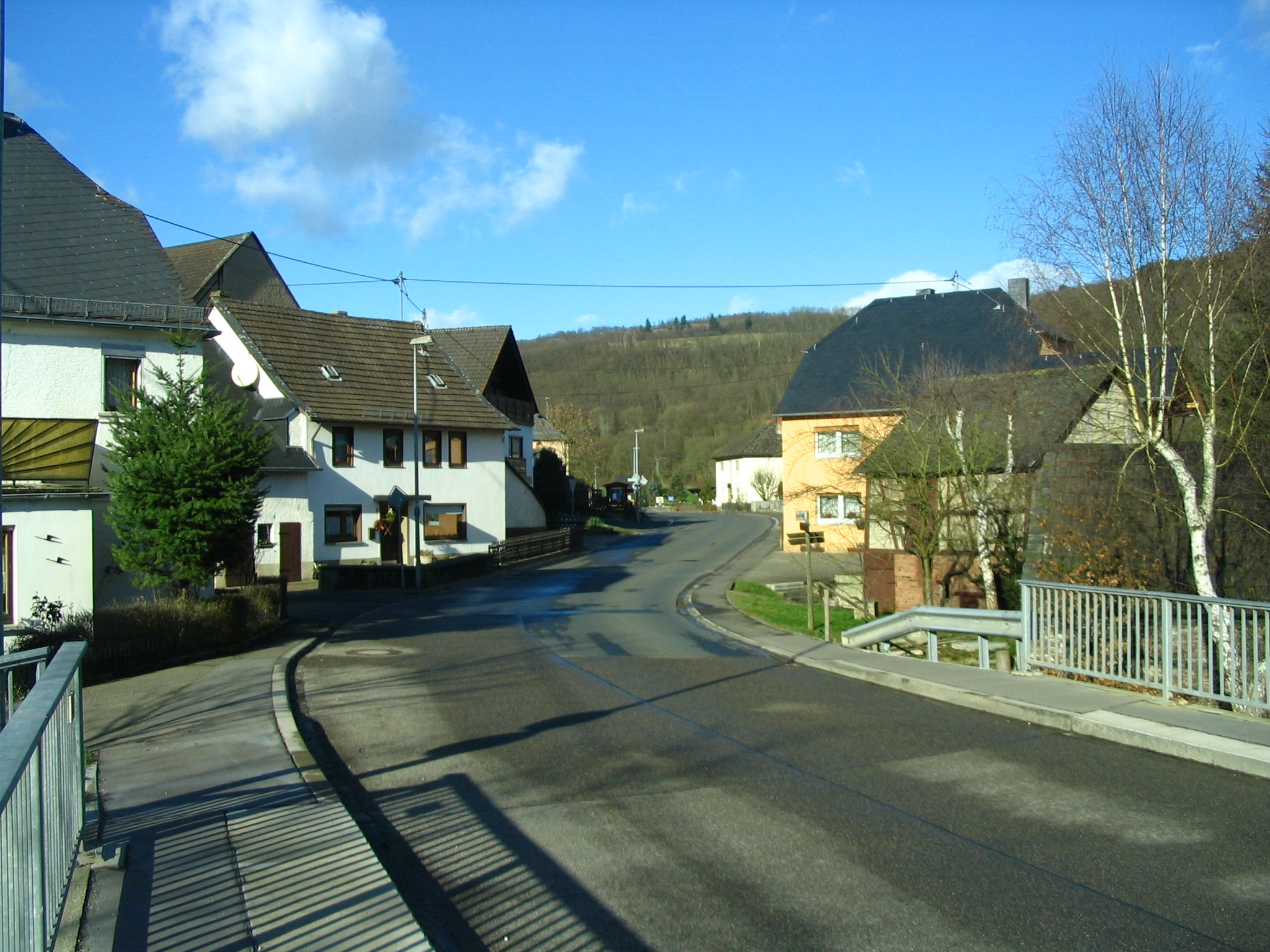
Die B 421 führt durch den Ort

Königsau ist eine Ortsgemeinde im Landkreis Bad Kreuznach in Rheinland-Pfalz. Sie gehört der Verbandsgemeinde Kirner Land an.

## Geographie
Königsau liegt in einer Tallage im südlichen Hunsrück am Rande von Soonwald und Lützelsoon, der  Kellenbach fließt durch den Ort. Im Norden befindet sich Henau, im Osten Schwarzerden und südlich liegt Kellenbach.

## Geschichte
Das Dorf Königsau im Kellenbachtal wird im Jahre 1325 als „Kunigesauwe“ erstmals urkundlich erwähnt. Spätere neuzeitliche Schreibformen des Ortsnamens waren „Königß Auen“ (1601) und „Kinzau“ (1766), wobei die letztere Namensform in der mundartlichen Ortsbezeichnung „Kinze“ oder „Kinnse“ bis heute weiter existiert.
Der mittelalterliche Ortsname geht auf das althochdeutsche „cuning“ (König) zurück und lässt den Schluss zu, dass das Gebiet um Königsau/Kellenbach einmal Königs- bzw. Reichsgut war. Zu dieser Deutung dürfte auch die Rolle der Herren von Stein (Steinkallenfels) passen, die als Reichsministeriale im Hochgericht Kellenbach die Gerichtsbarkeit ausübten.
Im Jahre 1325 erwarb der Trierer Erzbischof und Kurfürst Balduin von Luxemburg von dem Ritter Friedrich von Steinkallenfels Anteile an Gütern und Rechten, die der Steinkallenfelser in Königsau und in Schwarzerden besaß und von dem Besitz des Grafen Johann von Sponheim getrennt hatte. 1334 kaufte der Erzbischof u. a. auch einen Mühlenplatz in Königsau, der unter seinem Nachfolger Boemund II. von Trier an den Steinkallenfelser Ritter Tilmann vom Stein, den Erbauer der Burg Wartenstein, als Lehen vergeben wurde.
Die Trierer Besitzungen und Rechte in Königsau wurden in der Folgezeit von den Kurfürsten als Afterlehen an verschiedene Familien des niederen Adels weitergegeben, wie z. B. die von Elz, von Rüdesheim, von der Leyen und die Vögte von Hunolstein.
Für das 17. und 18. Jahrhundert sind die Hoheitsrechte für Königsau nicht geklärt. Obgleich in Königsau triersches Landrecht herrschte, war die Landeshoheit strittig, die einerseits Kurtrier für sich beanspruchte während andererseits der Freiherr von Warsberg das Dorf als allodiales und reichsritterschaftliches Gut betrachtet sehen wollte.
Königsau war außerdem Bestandteil des Gerichts Kellenbach, das dem sponheimischen Amt Kirchberg unterstand. 1708 ging durch die Teilung der Vorderen Grafschaft Sponheim das Amt Kirchberg an den Markgrafen von Baden über.
Das Durch- und Nebeneinander von Rechten und Zuständigkeiten verschiedener Herren während der Zeit des alten Reiches hörte auf, als die Franzosen ab 1792/94 das Linke Rheinufer besetzten und ab 1798 das Gebiet einer zentralen Verwaltung unterstellten. Königsau gehörte ab ca. 1800 zur Mairie Kirn im Arrondissement Simmern.
Unter preußischer Herrschaft wurde ab 1816 die Gemeinde Königsau der Bürgermeisterei Gemünden (ab 1927 Amt) und damit dem Landkreis Simmern zugeordnet. Am 7. Juni 1969 wurde es im Zuge des Landesgesetzes vom 12. November 1968 zusammen mit Kellenbach, Bruschied, Schneppenbach und Schwarzerden dem Kreis Bad Kreuznach und der Verbandsgemeinde Kirn-Land zugeordnet, die zum 1. Januar 2020 in die Verbandsgemeinde Kirner Land aufging.

## Politik

### Bürgermeister
Klaus Brühl wurde am 10. August 2023 Ortsbürgermeister von Königsau. Bei der Direktwahl am 23. Juli 2023 war er gewählt worden. Er wurde im Juni 2024 wiedergewählt.
Brühls Vorgänger Hermann Brüninghoff hatte das Amt von 2014 bis 2023 ausgeübt. Zuletzt bei der Kommunalwahl am 26. Mai 2019 wurde er in seinem Amt bestätigt. Im Juni 2023 legte er das Ehrenamt vorzeitig nieder, wodurch eine Neuwahl erforderlich wurde.

### Wappen
| Wappen von Königsau | Blasonierung: „In geteiltem Schild oben in Schwarz ein goldbewehrter und -gezungter und -gekrönter silberner Löwe, unten in Silber ein erhöhter grüner Dreiberg, belegt mit einer goldenen Krone.“ |
| Wappen von Königsau | Wappenbegründung: Der obere Schildteil ist ein Teil des Wappens der Freiherren von Warsberg, die durch Erbfolge 1585 Besitzer von Königsau wurden. Die untere Schildhälfte versinnbildlicht mit dem grünen Dreiberg die hügelige Landschaft (auch grüne Au). Die Krone als Königskrone verweist auf den Namen Königsau. Der Ortsgemeinderat beauftragte am 19. Oktober 1978 den Grafiker Brust, Kirnsulzbach, einen Entwurf für ein Gemeindewappen zu erarbeiten. In der Sitzung am 11. Mai 1979 nahm der Rat den vorgelegten Entwurf an. Nach Zustimmung durch das Landeshauptarchiv erteilte das Ministerium des Innern in Mainz am 15. August 1979 die Genehmigung zur Führung eines eigenen Wappens. |

## Wirtschaft und Infrastruktur
Durch den Ort führt die Bundesstraße 421. In Martinstein ist ein Bahnhof der Bahnstrecke Bingen–Saarbrücken.
Der Flughafen Frankfurt-Hahn gehört zu einem sehr starken Wirtschaftsfaktor der Region.

## Persönlichkeiten
- Jenniffer Kae (* 1987), Sängerin
- Laura Kästel (* 1992), Sängerin